# 羅莫蘭 (加利福尼亞州)
羅莫蘭（英語：Romoland）是位於美國加利福尼亞州河濱縣的一個人口普查指定地區。

## 地理
羅莫蘭的座標為33°44′45″N 117°10′30″W / 33.74583°N 117.17500°W，而該地最高點為海拔高度440米（即1444英尺）。

## 人口
根據2010年美國人口普查的數據，羅莫蘭的面積為6.849平方千米，均為陸地。當地共有人口1684人，而人口密度為每平方千米245人。